# Massacro di Canton
Il massacro di Canton fu un attacco ai mercanti stranieri nella città di Canton, in Cina, dalle truppe di Huang Chao, allora a capo di una ribellione contro la regnante Dinastia Tang.
Secondo lo scrittore arabo Abu Zayd Hasan As-Sirafi, dopo aver preso la città, i ribelli massacrarono ebrei, arabi musulmani, persiani musulmani, zoroastriani e cristiani. Data e durata esatte del massacro non sono note, poiché Chao occupò Canton nel biennio 878-879. La maggior parte delle vittime erano stranieri facoltosi e, a seconda delle fonti, il bilancio oscilla tra le 120.000 e le 200.000 persone.

## Contesto
La Cina antica e medievale fu uno dei motori più potenti per lo sviluppo del commercio internazionale, generando una domanda di beni di lusso che nemmeno la Roma Imperiale seppe eguagliare. Le conquiste territoriali della Dinastia Qin favorirono l'apertura della Via della seta tramite cui un certo numero di spezie veniva introdotto nell'Impero dall'Asia meridionale e dall'Occidente. La cultura dell'incenso si sviluppò al tempo della Dinastia Han, con l'espansione di Buddhismo e Taoismo. Dopo la Ribellione di An Lushan, a metà del VIII secolo, il commercio terrestre attraverso le c.d. "Regioni Occidentali" fu interrotto. Questo spinse la dinastia Tang a sviluppare il commercio marittimo, supportando la costruzione di grandi imbarcazioni adatte alla navigazione d'altura. Le navi cinesi iniziarono a frequentare le coste del Malabar (India) e dello Sri Lanka, in cerca di spezie e altre mercanzie, mettendo così il Celeste Impero in contatto con la cricca di commercianti arabo-persiani che dal Mar Rosso e dal Golfo Persico dominavano le rotte dell'Oceano Indiano.

## Antefatto
I lucrosi scambi con la Cina avevano in realtà da almeno un secolo spinto diversi mercanti mediorientali (arabi e persiani) a trasferirsi direttamente nelle terre dei Tang, installandosi nelle grandi città portuali imperiali: Yangzhou, Canton, ecc. Un primo massacro ai danni delle comunità mercantili straniere ebbe luogo appunto a Yangzhou nel 760, durante la rivolta di An Lushan, quando le truppe del generale ribelle Tian Shengong entrarono in città e massacrarono ricchi mercanti delle comunità arabe e persiane. Secondo Liu Xu (887-946), l'editore del Libro dei Tang, una delle due storie ufficiali della dinastia, quest'attacco provocò migliaia di vittime all'interno di queste comunità.
Un primo episodio di conflitto tra cinesi e stranieri a Canton era avvenuto poco prima, nel 758, quando dei pirati arabo-persiani fecero irruzione nella città e ne saccheggiarono i magazzini. Secondo un rapporto del governatore di Canton, questo attacco ebbe luogo il 30 ottobre che corrisponde al giorno di Guisi (癸巳) del nono mese lunare del primo anno dell'era Qianyuan dell'imperatore Su Zong. In risposta a quest'attacco, i Tang chiusero il porto di Canton agli stranieri per cinquant'anni. (大食, 波斯寇廣州).
Nell'875, Huang Chao, rampollo di una buona famiglia candidatosi senza successo agli esami imperiali, si arruolò nell'esercito di Wang Xianzhi, un capo ribelle in rivolta contro i Tang. Molto rapidamente, Chao si separò da Xianzhi e devastò la Cina centrale a capo del suo stesso esercito, arrivando sotto le mura di Canton nell'878.

## I fatti
Secondo lo scrittore arabo Abu Zayd Hasan As-Sirafi, dopo aver preso la città, le truppe di Huang Chao massacrarono ebrei, arabi musulmani, persiani musulmani, zoroastriani e cristiani. La data e la durata esatte del massacro non sono note, poiché le truppe Chao occuparono Guangzhou per un periodo piuttosto lungo, nell'878-879. La maggior parte delle vittime di questa strage erano stranieri facoltosi e, a seconda delle fonti, il bilancio varia tra le 120.000 e 200.000 vittime.
Anche le piantagioni di gelsi, principale produzione agricola e fonte di ricchezza della regione, furono distrutte dall'esercito di Huang.
Diversi secoli dopo gli eventi, il massacro di Canton continuava ad essere commentato e visto come un cattivo presagio per gli stranieri tentati di stabilirsi in Cina, come si può vedere in questo estratto dal Missionary Magazine del 1869:«Gli stranieri si stabilirono in Cina in tempi diversi, ma dopo avervi soggiornato per qualche tempo, furono massacrati. Ad esempio, i Maomettani e altri si stabilirono a Canton (Guangzhou) nel IX secolo; e nell'889 si dice che furono massacrati 120.000 coloni stranieri.»

### Fonti
- (FR) Abu Zayd Hasan Ibn Yazid Sirafi, Voyage du Marchand Arabe Sulaymân en Inde et en Chine, Rédigé en 851, suivi de Remarques par Abû Zayd Hasan, a cura di Ferrand G, 1922.

### Studi
- (EN) Broomhall M, Islam in China : A Neglected Problem, Morgan & Scott Ltd., 1910.
- (EN) Gernet J, A History of Chinese Civilization, Cambridge University Pressª ed., 1996,  p. 292, ISBN 0-521-49781-7.
- (EN) Lipman JN, Familiar Strangers: A History of Muslims in Northwest China, University of Washington Press, 1997.
- (EN) Shapiro S, Jews in old China: studies by Chinese scholars, 2001, ISBN 0781808332.